# Surendra Hamal
Surendra Hamal (ur. w 1961 lub 1962 w Nepalgańdźu) – nepalski sztangista, olimpijczyk, uczestnik igrzysk olimpijskich w 1984.
Podczas Letnich Igrzysk Olimpijskich 1984 startował w kategorii do 67,5 kilograma. Wówczas w rwaniu pierwszą próbę na 102,5 kilograma spalił, następną na 102,5 kilograma zaliczył, a trzecią na 107,5 kilograma spalił. Rwanie zakończył na 15. miejscu. W podrzucie pierwszą próbę na 132,5 kilograma miał udaną, natomiast następne dwie próby na 137,5 kilograma miał nieudane. Podrzut zakończył na 16. miejscu, i z wynikiem 235 kilogramów w dwuboju zajął 15. miejsce wyprzedzając jednego sklasyfikowanego i trzech niesklasyfikowanych zawodników.